# John Buford
John Buford, jr. (Woodford County (Kentucky), 4 maart 1826 – Washington, D.C., 16 december 1863) was een Amerikaanse generaal. Tijdens de Slag bij Gettysburg in de Amerikaanse Burgeroorlog speelde Buford een belangrijke rol.

Generaal Buford (zittend) met zijn staf, augustus 1863.

Op de eerste dag van de slag was de cavalerie-eenheid van Buford de eerste die bij het slagveld aankwam en zodoende gaf hij de noordelijke legers het voordeel de beste posities te kiezen.
Enkele maanden na het treffen rond Gettysburg werd Buford getroffen door tyfus en hij overleed op 16 december in hetzelfde jaar. Vlak voor zijn dood werd hij gepromoveerd tot generaal-majoor met als ingangsdatum 1 juli 1863, de eerste dag van de Slag om Gettysburg.

## Militaire loopbaan
- Second Lieutenant: 1 juli 1848[2]
- First Lieutenant: 9 juli 1853[2]
- Captain: 9 maart 1859[2]
- Major: 12 november 1861[2]
- Brigadier General: 27 juli 1862[2]
- Major General 16 december 1863[2]